# بدوگو-نابیگا
بدوگو-نابیگا شهری در شهرستان کومبیسیری در استان بازگا در بورکینافاسوی مرکزی است و جمعیت آن ۵۴۳ نفر است.